# Classification horticole des Narcisses et Jonquilles

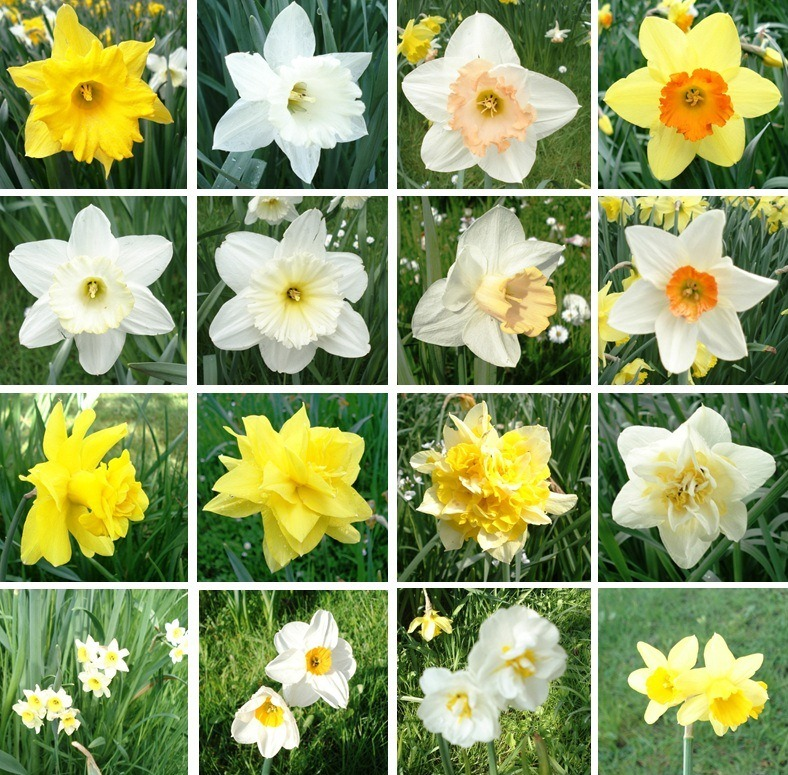
Gamme de cultivars de Narcissus

La classification horticole des Narcisses et Jonquilles est un système de classement des variétés cultivées du genre Narcissus, qui sont principalement des plantes  vivaces  à floraison printanière de la famille des Amaryllidaceae. 
Deux noms vernaculaires, « jonquille » et  « narcisse », sont employés pour décrire les espèces de ce genre.
La liste des divisions horticoles des Narcissus établie par la Société royale d'horticulture (RHS, Royal Horticultural Society) est la méthode standard utilisée pour classer et décrire les variétés cultivées (cultivars) de Narcissus.
Elle est largement utilisée depuis que la RHS est l'autorité internationale pour l'enregistrement de ces cultivars.
À des fins horticoles, tous les cultivars de Narcissus sont répartis en 13 divisions, telles que décrites par Kington (1998) pour la RHS, classification fondée en partie sur la forme de la fleur (forme et longueur de couronne - « trompette » ou « coupe »), en particulier sur le rapport de la couronne à la longueur des segments du périanthe (tépales ou « pétales »), le nombre de fleurs par tige, la période de floraison et en partie sur le fond génétique. 
La division 11 (couronne fendue) avec ses deux subdivisions est le groupe le plus récemment décrit (1969). 
La division 13, qui rassemble tous les narcisses sauvages est une exception dans ce schéma
Cette classification est un outil utile pour la planification des plantations.
La plupart des narcisses proposés dans le commerce proviennent des divisions 1 (trompette), 2 (Grande coupe) et 8 (Tazetta).
Les sélectionneurs enregistrent les nouveaux cultivars de narcisses et jonquilles par noms et couleurs auprès de la RHS  dont l'International Daffodil Register (Registre international des jonquilles), régulièrement mis à jour par des suppléments disponibles en ligne, est consultable,.
Le supplément le plus récent (2014) est le sixième ; le cinquième a été publié en 2012.
Plus de 27 000 noms ont été enregistrés jusqu'en 2008, et ce chiffre a continué à augmenter. Cependant à cause des synonymies, le nombre réel est probablement plus proche de 18 000 noms, dont 500 seulement sont produits commercialement (470 en 2009–2010).
Les jonquilles et narcisses inscrits reçoivent un numéro de division et un code couleurs , comme 5W-W ('Thalia').
Dans l'usage horticole, il n'est pas rare de rencontrer aussi une division officieuse des cultivars « Miniatures », qui, bien que tirés des 13 autres divisions, ont un caractère en commun, leur taille miniature,,.
Elle est parfois désignée dans les pépinières sous le nom de « division 14 ».
Plus de 140 cultivars de Narcissus ont remporté l'Award of Garden Merit (Prix du mérite du jardin) de la  Société royale d'horticulture.

## Code couleurs

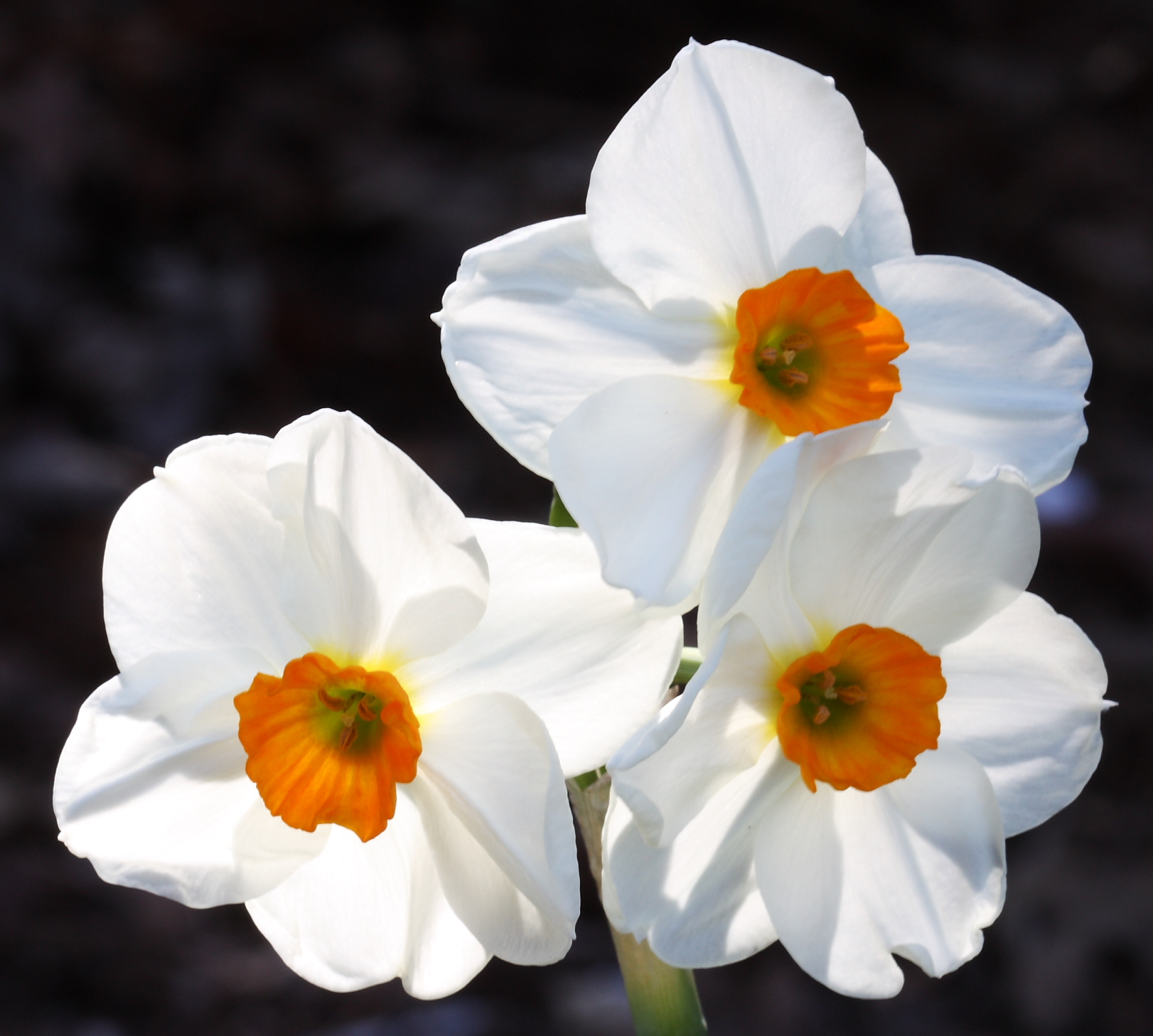
Narcissus 'Geranium' 8W-O.

Les narcisses peuvent être unicolores (le périanthe et la couronne sont identiques en couleurs et en nuances) ou bien les couleurs du périanthe et de la couronne peuvent être très différentes. Dans certains cas, le périanthe et la couronne peuvent aussi avoir plus d'une couleur ou nuance. 
Les couleurs les plus fréquentes sont toutes les nuances et tons de jaune, blanc, orange, rose, rouge et vert.
Les roses varient de l'abricot au rose dans des nuances du clair au foncé, et certains cultivars plus récents ont des touches de lavande et de lilas.
Les rouges varient de l'orange-rouge au saumon-rouge proche de l'écarlate. 
Les tons roses, rouges orange et verts sont principalement confinés à la couronne.
Cependant, les sélectionneurs travaillent contre la pigmentation naturelle du genre et les barrières génétiques pour créer des cultivars chez lesquels les tons de rose, rouge, orange et vert se répandent ou « saignent » depuis la couronne plus vivement colorée vers les pièces du périanthe teintées de blanc ou de jaune. Le nombre de variétés disponibles dans le commerce qui présentent cette coloration améliorée est en augmentation.
La classification des couleurs indique d'abord la couleur du périanthe puis la couleur de la couronne,.
Dans le cas de plusieurs couleurs, les couleurs du périanthe sont assignées en partant du bord externe des piècesdu périanthe vers l'intérieur à leur jonction avec la base de la couronne, tandis que les couleurs de la couronne sont assignées de la base vers le bord extérieur de la couronne.
Ainsi, 'Accent', cultivar de narcisse à grande coupe (division 2) ayant un périanthe blanc et une couronne rose, est classé officiellement comme 2W-P, 'Geranium', cultivar du groupe Tazetta (division 8) au périanthe blanc et à la couronne orange est codé 8W-O et 'Actaea', cultivar du groupe Poeticus (division 9), au périanthe blanc et à la couronne multicolore est codé 9W-GYR.
| Code | Couleur             |
| ---- | ------------------- |
| W    | Blanc ou blanchâtre |
| G    | Vert                |
| Y    | Jaune               |
| P    | Rose                |
| O    | Orange              |
| R    | Rouge               |

## Définitions des divisions
| N° | Nom                                     | Caractéristiques principales | Exemples de cultivar | Exemples de cultivar    | Exemples de cultivar | Exemples de cultivar |
| -- | --------------------------------------- | --- | -------------------- | ----------------------- | -------------------- | -------------------- |
|    |                                         | | Image                | Nom                     | Code                 | Année                |
| 1  | Narcisses à trompette des jardins       | Une fleur par pédoncule, trompette ou couronne aussi longue ou plus longue que les segments du périanthe (tépales) |                      | 'Little Gem'            | 1Y–Y                 | 1959                 |
| 2  | Narcisses à grande coupe des jardins    | Une fleur par pédoncule ; coupe ou couronne au moins aussi longue que le tiers des segments du périanthe |                      | 'Fortune'               | 2Y–O                 | 1923                 |
| 3  | Narcisses à petite coupe des jardins    | Une fleur par pédoncule; coupe ou couronne au plus aussi longue que le tiers des segments du périanthe. |                      | 'Barrett Browning'      | 3WWY–O               | 1945                 |
| 4  | Narcisses double des jardins            | Une fleur ou plus, à la couronne ou au périanthe (ou les deux) doubles |                      | 'Butter and Eggs'       | 4Y–O                 | 1777                 |
| 5  | Narcisses Triandrus des jardins         | Deux fleurs ou plus avec les caractères prédominants de Narcissus triandrus, fleurs pendantes et tépales réfléchis |                      | 'Thalia'                | 5W–W                 | 1916                 |
| 6  | Narcisses Cyclamineus des jardins       | Une fleur avec les caractères prédominants de Narcissus cyclamineus, fleurs formant un angle aigu avec la tige, à pédicelle très court, et tépales réfléchis |                      | 'February Gold'         | 6Y–Y                 | 1923                 |
| 7  | Narcisses Jonquilla des jardins         | Une à cinq, mais rarement jusqu'à huit fleurs avec les caractères prédominants des sections Jonquilla ou Apodanthi, fleurs formant un angle aigu avec la tige, couronne en forme de coupe évasée, et généralement plus large que longue, tépales étalés ou réfléchis, généralement parfumés |                      | 'Stratosphere'          | 7Y–O                 | 1968                 |
| 8  | Narcisses Tazetta des jardins           | Trois à vingt fleurs, avec les caractères prédominants de la section Tazetta, flowers with tepals spreading, généralement parfumés, stem stout |                      | 'Scilly Valentine'      | 8Y–O                 | 2000                 |
| 9  | Narcisses Poeticus des jardins          | Fleur généralement solitaire, avec les caractères prédominants de Narcissus poeticus, fleurs à la couronne très courte jusqu'à une forme en disque, généralement de couleur verte ou jaune au centre et à bordure rouge (parfois une seule couleur), tépales blancs, généralement parfumés  |                      | 'Actaea'                | 9W–YYR               | 1927                 |
| 10 | Narcisses Bulbocodium des jardins       | Fleur généralement solitaire, avec les caractères prédominants de la section Bulbocodium, fleurs aux tépales insignifiants par rapport à la couronne, anthères en flexion dorsale, filament et style généralement incurvés                                                                  |                      | 'Golden Bells'          | 10Y–Y                | 1984                 |
| 11 | Narcisses des jardins à couronne fendue | Couronne fendue sur au moins le tiers de sa longueur |                      |                         |                      |                      |
| 11 | (a) Narcisses collier                   | Couronne à deux verticilles de trois lobes, opposés aux tépales |                      | 'Mondragon'             | 11aY–O               | 1973                 |
| 11 | (b) Narcisses papillon                  | Couronne généralement à verticille unique de six lobes, alternes aux tépales | [Jodi]               | 'Jodi'                  | 11bW–P/W             | 2002                 |
| 12 | Autres narcisses                        | Tous les narcisses n'appartenant pas à l'une des sections précédentes (beaucoup sont des hybrides inter-divisions) |                      | 'Tête-à-Tête'           | 12Y–Y                | 1949                 |
| 13 | Narcisses botaniques                    | Narcisses sauvages (espèces) et hybrides sans noms de cultivar |                      | Narcissus × medioluteus |                      | 1768                 |